# NPY5R
NPY5R (англ. Neuropeptide Y receptor Y5) – білок, який кодується однойменним геном, розташованим у людей на короткому плечі 4-ї хромосоми.  Довжина поліпептидного ланцюга білка становить 445 амінокислот, а молекулярна маса — 50 727.
| 10         |  | 20         |  | 30         |  | 40         |  | 50         |
| ---------- |  | ---------- |  | ---------- |  | ---------- |  | ---------- |
| MDLELDEYYN |  | KTLATENNTA |  | ATRNSDFPVW |  | DDYKSSVDDL |  | QYFLIGLYTF |
| VSLLGFMGNL |  | LILMALMKKR |  | NQKTTVNFLI |  | GNLAFSDILV |  | VLFCSPFTLT |
| SVLLDQWMFG |  | KVMCHIMPFL |  | QCVSVLVSTL |  | ILISIAIVRY |  | HMIKHPISNN |
| LTANHGYFLI |  | ATVWTLGFAI |  | CSPLPVFHSL |  | VELQETFGSA |  | LLSSRYLCVE |
| SWPSDSYRIA |  | FTISLLLVQY |  | ILPLVCLTVS |  | HTSVCRSISC |  | GLSNKENRLE |
| ENEMINLTLH |  | PSKKSGPQVK |  | LSGSHKWSYS |  | FIKKHRRRYS |  | KKTACVLPAP |
| ERPSQENHSR |  | ILPENFGSVR |  | SQLSSSSKFI |  | PGVPTCFEIK |  | PEENSDVHEL |
| RVKRSVTRIK |  | KRSRSVFYRL |  | TILILVFAVS |  | WMPLHLFHVV |  | TDFNDNLISN |
| RHFKLVYCIC |  | HLLGMMSCCL |  | NPILYGFLNN |  | GIKADLVSLI |  | HCLHM      |

A: Аланін

C: Цистеїн

D: Аспарагінова кислота

E: Глутамінова кислота

F: Фенілаланін

G: Гліцин

H: Гістидин

I: Ізолейцин

K: Лізин

L: Лейцин

M: Метіонін

N: Аспарагін

P: Пролін

Q: Глутамін

R: Аргінін

S: Серин

T: Треонін

V: Валін

W: Триптофан

Кодований геном білок за функціями належить до рецепторів, g-білокспряжених рецепторів, білків внутрішньоклітинного сигналінгу. 
Локалізований у клітинній мембрані, мембрані.